# 1129
Năm 1129 là một năm trong lịch Julius.